# Nováček (rybník)
Rybník Nováček, zvaný také Nadýmáček, je součástí rybniční soustavy na Boleveckém potoce na severním okraji města Plzně. Pod názvem Nový byl založen po roce 1460 mezi Šídlovským a Třemošenským rybníkem jako poslední z původních středověkých rybníků. Byl používán jako sádka, která byla rozdělena brlením na tři oddíly. Na jeho hrázi stávala chata hlídače. V současnosti má rozlohu 0,88 ha a slouží jako usazovací rybník pro zlepšení kvality vody odtékající ze Šídlovského rybníka. Lesnatost je 95 %. Stoletá voda odpovídá 11,0 m³/s, 355denní voda 0,0005 m³/s.